# Abortus-Bang-Ringprobe
Die Abortus-Bang-Ringprobe (ABR-Test) ist eine serologische Untersuchung, die zum Nachweis von Brucellen in Milch genutzt wird. Hierbei werden die Antikörper (IgM, IgG, IgA) mit einem Hämatoxylin-gekoppelten Antigen sichtbar gemacht. Es handelt sich um einen Herdentest der Tankmilch/Kannenmilch im Gegensatz zu z. B. PCR oder ELISA, bei denen es sich um Individualtests handelt. Beim positiven ABR-Test entsteht ein violetter Ring in der Rahmschicht (oben, Fettkügelchen mit adsorbierten Antikörpern) im Reagenzglas. Beim negativen Test bildet sich ein weißer Ring.